# Sujet-test 19
 (septembre 2022).
 (septembre 2022).
La mise en forme du texte ne suit pas les recommandations de Wikipédia : il faut le « wikifier ».
Les points d'amélioration suivants sont les cas les plus fréquents :
- Les titres sont pré-formatés par le logiciel. Ils ne sont ni en capitales, ni en gras.
- Le texte ne doit pas être écrit en capitales (les noms de famille non plus), ni en gras, ni en italique, ni en « petit »…
- Le gras n'est utilisé que pour surligner le titre de l'article dans l'introduction, une seule fois.
- L'italique est rarement utilisé : mots en langue étrangère, titres d'œuvres, noms de bateaux, etc.
- Les citations ne sont pas en italique mais en corps de texte normal. Elles sont entourées par des guillemets français : « et ».
- Les listes à puces sont à éviter, des paragraphes rédigés étant largement préférés. Les tableaux sont à réserver à la présentation de données structurées (résultats, etc.).
- Les appels de note de bas de page (petits chiffres en exposant, introduits par l'outil «  Source ») sont à placer entre la fin de phrase et le point final[comme ça].
- Les liens internes (vers d'autres articles de Wikipédia) sont à choisir avec parcimonie. Créez des liens vers des articles approfondissant le sujet. Les termes génériques sans rapport avec le sujet sont à éviter, ainsi que les répétitions de liens vers un même terme.
- Les liens externes sont à placer uniquement dans une section « Liens externes », à la fin de l'article. Ces liens sont à choisir avec parcimonie suivant les règles définies. Si un lien sert de source à l'article, son insertion dans le texte est à faire par les notes de bas de page.
- La présentation des références doit suivre les conventions bibliographiques. Il est recommandé d'utiliser les modèles {{Ouvrage}}, {{Chapitre}}, {{Article}}, {{Lien web}} et/ou {{Bibliographie}}. Le mode d'édition visuel peut mettre en forme automatiquement les références.
- Insérer une infobox (cadre d'informations à droite) n'est pas obligatoire pour parachever la mise en page.

Pour une aide détaillée, merci de consulter Aide:Wikification.
Si vous pensez que ces points ont été résolus, vous pouvez retirer ce bandeau et améliorer la mise en forme d'un autre article.
 (septembre 2022).
Sujet-test 19 est le sixième et dernier épisode de la Saison 1 de la série télévisée The Walking Dead, classifiée dans le genre des séries télévisées d'horreur post-apocayptique. L'épisode a d'abord été diffusée sur AMC aux États-Unis le 5 décembre 2010, et a été écrit par Adam Fierro et Frank Darabont et réalisé par Guy Ferland.
Des thèmes tels que la romance, le viol, le suicide et la terreur sont répandus tout au long de "TS-19". Différents développements de personnages se produisent tout au long de l'épisode, en particulier avec Shane Walsh (Jon Bernthal), que l'écrivain Robert Kirkman a estimé que les téléspectateurs ne s'identifieraient plus comme le principal antagoniste de la série. La production de "TS-19" a commencé au Cobb Energy Performing Arts Center, par opposition au siège actuel des CDC, ce qui n'était pas pratique en raison de la haute sécurité de la zone.
"TS-19" a reçu un accueil favorable de la part des commentateurs de télévision, qui ont salué le développement de divers personnages ainsi que les performances de plusieurs acteurs et actrices. Lors de sa diffusion, il a atteint 5,97 millions de téléspectateurs et une note de 3,4 dans la tranche démographique 18-49, selon l'échelle de Nielsen. "TS-19" était à un moment donné l'épisode le mieux noté de la série, et c'est la télédiffusion la mieux notée de sa première saison.

## Intrigue
L'épisode s'ouvre sur un flashback où Shane Walsh s'assure que Rick Grimes, toujours inconscient, est sécurisé à l'intérieur de l'hôpital pendant le début de l'apocalypse zombie.
Dans le présent, le groupe de Rick est entré dans le bâtiment du CDC à Atlanta avec l'aide de son seul scientifique restant, le Dr Edwin Jenner. Jenner leur fait faire un test sanguin pour prouver qu'ils ne sont pas infectés. Le groupe profite du luxe de l'installation, qui est auto-alimentée et dispose toujours d'eau courante, de nourriture, d'alcool et d'autres commodités. Jenner admet qu'il est le seul chercheur qui est resté, beaucoup d'autres étant partis pour leurs familles ou se sont suicidés. Un Shane ivre aborde Lori Grimes à propos de son attitude insensible envers lui avec le retour de Rick et tente de la violer , mais recule lorsqu'elle se gratte le cou.
Jenner montre plus tard au groupe de Rick ce qu'il avait appris du sujet de test 19, qui avait été sa femme mais s'était porté volontaire pour être enregistré après avoir été mordu dans l'espoir de découvrir un remède ; l'infection tue le porteur mais provoque la réactivation du cerveau et la réanimation du corps peu de temps après, éliminant tout trait humain conscient. Jenner avait été en communication avec d'autres installations dans le monde avant de se taire, sachant que les Français étaient sur le point de guérir, mais affirme que la civilisation humaine cesse d'exister.
Le groupe découvre que les réserves de carburant du générateur sont presque épuisées; une fois vide, l'installation entrera en mode d'autodestruction par conception pour éradiquer toutes les maladies infectieuses qui y sont stockées. Jenner scelle le bâtiment, refusant de permettre au groupe de Rick de partir, mais promet que l'arme thermobarique à haute impulsion conçue pour détruire l'installation signifiera que leur mort sera rapide. Le groupe de Rick essaie en vain de faire ouvrir les portes à Jenner, et Rick le convainc finalement de leur permettre d'essayer au moins de surmonter la tragédie plutôt que d'être forcé de mourir. Deux membres du groupe de Rick, Jacqui et Andrea, choisissent de rester derrière, mais Dale Horvath refuse de partir sans Andrea et reste également. Alors que Rick part, Jenner lui chuchote quelque chose. Peu de temps après, Andrea change d'avis, ne souhaitant pas voir Dale mourir, et les deux s'échappent du bâtiment quelques instants avant sa destruction. Les membres survivants regagnent leurs véhicules et s'éloignent de la cosse fumante du CDC.

## Production
"TS-19" a été réalisé par Guy Ferland et écrit par Frank Darabont et Adam Fierro. L' acteur Noah Emmerich a fait une apparition dans l'émission, dépeignant le personnage d'Edwin Jenner, l'un des rares personnels médicaux restants dédiés à l'éradication du virus. L'apparition d'Emmerich a été officiellement annoncée en novembre 2010. Darabont a préfiguré le développement de l'épisode le même mois, aux côtés des prédécesseurs "Vatos" et " Wildfire ". "Avant que tout ne soit dit et fait, les opinions et les actions du groupe sont divisées."a ajouté: "Les enjeux sont plus élevés, les dissensions se développent, les rivalités s'intensifient[réf. nécessaire]." 
La photographie principale[anglicisme à remplacer] de "TS-19" s'est déroulée au Cobb Energy Performing Arts Center, qui était décrit comme les Centers for Disease Control and Prevention . Les producteurs de l'émission n'étaient pas autorisés à photographier l'intérieur des bâtiments réels dans le cadre des Centers for Disease Control and Prevention comme point de référence en raison de sa haute sécurité. Bien que l'emplacement ne figurait pas dans les bandes dessinées du même nom , Hurd a estimé qu'il était important d'ajouter en raison de sa proximité avec le camp des survivants. Contrairement à l' épisode précédent, où le tournage a eu lieu principalement à l'extérieur du Cobb Energy Performing Arts Centre, la production de "TS-19" a eu lieu à l'intérieur du bâtiment. Darabont a conçu l'idée d'explorer les Centers for Disease Control and Prevention. "Quand Frank m'a présenté l'idée, disant qu'il voulait les amener au CDC et me disant toutes les différentes choses qui, selon lui, sortiraient de cette histoire, la science de tout cela et le fait d'être piégé dans le petit endroit, J'imaginais beaucoup de choses sur le Jour des Morts ", a déclaré le créateur de bandes dessinées Robert Kirkman. "C'est l'une des raisons pour lesquelles j'étais tellement d'accord avec l'idée[réf. nécessaire]." 
À la fin de l'épisode, Jenner appelle délibérément à l'autodestruction du bâtiment, qui explose finalement peu de temps après. Une plaque était installée sur le plateau, qui planait au-dessus de la pyrotechnie. La plaque a été retournée pour créer un effet optique où la flamme se déplace à travers le panneau. Cela a créé l'illusion que l'explosion se développait. La séquence a été divisée en six coupes différentes; le premier consistait en la rupture du verre du bâtiment, tandis que le dernier cadre s'est conclu par l'effondrement des CDC[réf. nécessaire]. 
Alors que son groupe s'échappe des Centres de contrôle et de prévention des maladies, Jenner chuchote à Rick le virus qui a provoqué l'apocalypse zombie. Au départ, il n'y avait aucune indication sur ce que Jenner lui avait dit; le dialogue était auparavant inséré dans le script de l'épisode mais a ensuite été supprimé. "Je suis tellement content qu'ils ne l'aient pas révélé", a déclaré Andrew Lincoln, "parce que c'était scénarisé et extrêmement puissant, et j'ai dit à tout le monde:" Brûlez cette page: personne ne devrait savoir à part Rick et Frank. C'est génial qu'ils l'aient laissé [comme un mystère] - c'est parfait, c'est tellement classe." Kirkman s'est contenté de l'idée de taquiner la révélation de Jenner au lieu de révéler ouvertement quoi que ce soit sur les origines du virus. "Je pensais que c'était un excellent ajout. Je suis tout à fait opposé à montrer quelle est la cause réelle [des zombies] et à expliquer comment les choses fonctionnent, mais taquiner un peu est une bonne chose. Si cela ajoute une couche supplémentaire à le drame, alors je suis tout à fait d'accord", a-t-il déclaré. "Cela a également conduit au mystère fantastique du murmure que Jenner donne à Rick à la fin de cette scène. Cela jouera un peu dans la saison 2. Je sais où cela va et c'est vraiment un peu cool." Ce n'est qu'à la finale de la deuxième saison, "Près du feu mourant", que Rick révèle le message de Jenner au groupe[réf. nécessaire]. 
Dans une interview de 2014 avec The Hollywood Reporter, Robert Kirkman a révélé qu'il regrettait d'avoir révélé que tout le monde dans le nouveau monde était infecté trop tôt, en disant : "Si je devais le refaire, je n'aurais pas fait l'épisode CDC [à la fin de la première saison]. Cela a peut-être donné trop d'informations et a été un si grand changement très tôt dans la série[réf. nécessaire]." 

## Accueil

### Audience
"TS-19" a été initialement diffusé le 5 décembre 2010 aux États-Unis sur AMC. Lors de sa première diffusion, l'épisode a rassemblé 5,97 millions de téléspectateurs et une cote de 4,1 ménages, ce qui indique que 4,1% des ménages qui ont regardé la télévision ont regardé l'épisode. Après deux présentations de rappel, l'audience totale s'est accumulée à 8,1 millions. Au moment de sa diffusion, "TS-19" était la série de télévision par câble la mieux notée de tous les temps sur le plan démographique ; il a atteint une note de 3,4 dans la tranche démographique de 18 à 49 ans, soit 4 millions de téléspectateurs, tout en acquérant simultanément 3,5 millions de téléspectateurs dans la tranche démographique de 25 à 54 ans selon Nielsen Media Research. La distinction a ensuite été suivie par trois épisodes de The Walking Dead : les cotes d'écoute de l'épisode ont été battues par la première de la deuxième saison "Ce qui nous attend", suivi de "Nebraska", et enfin la finale de la deuxième saison "Beside the Dying Fire ", dont le dernier susmentionné détient actuellement le record. "TS-19" est devenu l'émission télévisée par câble la plus regardée de la journée, obtenant des notes nettement plus élevées que les tranches de Hannah Montana et Shake It Up sur Disney Channel. Les cotes d'écoute et le nombre total de téléspectateurs ont modérément augmenté par rapport à l'épisode précédent, "Wildfire", qui a reçu 5,56 millions de téléspectateurs et une note de 2,8 dans la tranche démographique 18-49. Au Royaume-Uni, "TS-19" a attiré 492 000 téléspectateurs, devenant par la suite la série télévisée la plus regardée de la semaine sur FX. 

### Accueil critique
La plupart de ces plaintes proviennent de la longueur de la saison et du fait que nous sommes déjà au bout du chemin. Avec quelques épisodes de plus, nous aurions pu avoir une finition pleinement satisfaisante ; Dans l'état actuel des choses, nous avons eu droit à un excellent épisode, mais pas à un épisode qui ressemblait à un récapitulatif approfondi.
[source secondaire nécessaire]. 
La progression de caractère de plusieurs personnages et les performances de divers acteurs ont été saluées par la critique. Wigler a noté que Bernthal, Holden et DeMunn ont livré "un travail de personnage brillant", un point de vue qui a été repris par Pierce en ce qui concerne la performance d'Emmerich; "Il a une intensité nerveuse qui a fondé chaque scène dans laquelle il était, dont cette série a besoin." De même, Alan Sepinwall de HitFix a décrit le jeu d'Emmerich comme "obsédant" et a finalement cité les performances de Lincoln, Holden et DeMunn comme points forts de l'épisode. Ryan a affirmé que le développement du personnage restait l'un des points forts de la série[source secondaire nécessaire]. 